# アッパー・オソリー伯爵
アッパー・オソリー伯爵（アッパー・オソリーはくしゃく、英: Earl of Upper Ossory）は、アイルランド貴族の爵位。1751年に創設され、1818年に廃絶した。

## 歴史
アイルランド王国出身の海軍軍人リチャード・フィッツパトリック(c.1662–1727)は1696年に国王ウィリアム3世よりアイルランドでの大領地を与えられたのち、1715年4月27日にアイルランド貴族であるキルケニー県ゴーランにおけるゴーラン男爵に叙された。
その息子である2代男爵ジョン・フィッツパトリック(1719–1758)は1744年に母からノーサンプトンシャーでの領地を相続したのち、1751年10月5日にアイルランド貴族であるクイーンズ・カウンティにおけるアッパー・オソリー伯爵（Earl of Upper Ossory in the Queen's County）に叙された。初代伯爵もその息子である2代伯爵ジョン・フィッツパトリック(1745–1818)もホイッグ党所属のグレートブリテン庶民院議員であり、2代伯爵は1794年8月9日にグレートブリテン貴族であるベッドフォード州アムティルのアッパー・オソリー男爵に叙された。しかし2代伯爵に嫡出の男子がおらず、その死をもって爵位がすべて廃絶した。
アッパー・オソリー伯爵家の遺産は2代伯爵の庶出の娘ガートルード(1774–1841)とアン(1774–1841)（2人ともに生涯未婚）が一代限りで相続した後、2代伯爵の庶子ジョン・ウィルソン・フィッツパトリック(1811–1883)が相続した。ジョンは1869年に連合王国貴族であるカースルタウン男爵に叙された。

## ゴーラン男爵（1715年）
- 初代ゴーラン男爵リチャード・フィッツパトリック（1662年ごろ – 1727年）
- 第2代ゴーラン男爵ジョン・フィッツパトリック（1719年 – 1758年）
  - 1751年、アッパー・オソリー伯爵に叙爵

## アッパー・オソリー伯爵（1751年）
- 初代アッパー・オソリー伯爵ジョン・フィッツパトリック（1719年 – 1758年）
- 第2代アッパー・オソリー伯爵ジョン・フィッツパトリック（1745年 – 1818年）